# Tralles (Mondkrater)
Tralles ist ein Einschlagkrater auf der nordöstlichen Mondvorderseite, nördlich des Mare Crisium, nordwestlich des großen Kraters Cleomedes, dessen Rand er teilweise überlagert.
Der Kraterrand weist Auskehlungen und das Innere Spuren von Rutschungen auf.
| Buchstabe | Position           | Durchmesser | Link |
| --------- | ------------------ | ----------- | ---- |
| A         | 27,4° N, 47° O     | 17 km       |      |
| B         | 27,23° N, 50,64° O | 11 km       |      |
| C         | 27,79° N, 49,4° O  | 7 km        |      |

Der Krater wurde 1935 von der IAU nach dem deutschen Physiker Johann Georg Tralles offiziell benannt.